# Saint-Dié-des-Vosges
Saint-Dié-des-Vosges er en fransk by og kommune i Lorraine. Den har 22.569 indbyggere (1999).
Saint-Dié-des-Vosges er især kendt for sin årlige Festival international de géographie.

## Historie
1507 : Cosmographiae Introductio (Martin Waldseemüller)

## Seværdigheder
- Kathedralen
- Martinskirke
- Saint-Roch Kapel
- Pierre-Noël-museet
- Frihedstårnet
- Fabrik Claude et Duval (arkitekt Le Corbusier)
- Roche Saint-Martin
- Keltisk camp La Bure

## Højskoler
- Teknologisk Universitetsinstitut : IUT (fr. Institut universitaire de technologie)
  - Informations- og kommunikationsteknologi (IKT)

## Kendte bysbørn
- Jules Ferry
- Yvan Goll

## Venskabsbyer
- Arlon (Belgien)
- Cattolica (Italien)
- Crikvenica (Kroatien)
- Friedrichshafen (Tyskland)
- Lowell (USA)
- Meckhe (Senegal)
- Ville de Lorraine (Canada)
- Zakopane (Polen)